# شهرستان تاجی
شهرستان تاجی  یک شهرستان‌های عراق در عراق است که در استان بغداد واقع شده‌است.
 شهرستان تاجی  ۱۵۰،۸۵۵ نفر جمعیت دارد.